# ZDNet
ZDNet, Ziff Davis Network, är en gratis nyhetstjänst från Ziff Davis. ZDNet köptes upp 2000 oktober av CNET för 1,6 miljarder dollar.